# Barwaniszki
Barwaniszki (lit. Barvoniškės) − wieś na Litwie, w rejonie wileńskim, 7 km na południe od Kowalczuków, zamieszkana przez 92 ludzi.

## Historia
W XIX i w początkach XX w. położone były w Rosji, w guberni wileńskiej, w powiecie wileńskim, w gminie Szumsk. Po I wojnie światowej pod administracją polską, w Zarządzie Cywilnym Ziem Wschodnich. W latach 1920–1922 w składzie Litwy Środkowej.
Od 11 kwietnia 1922 leżały w Polsce, w województwie wileńskim, w powiecie wileńsko-trockim, w gminie Szumsk.
Po II wojnie światowej w granicach Związku Sowieckiego. Od 1991 na niepodległej Litwie.

## Ludzie związani z miejscowością
We wsi w 1892 urodziła się Anna Kokołowicz − błogosławiona Kościoła Katolickiego.